# François-Marie de Marsy
François-Marie de Marsy, né en 1714 à Paris où il est mort le 16 décembre 1763, est un homme de lettres français.
Admis fort jeune chez les jésuites, Marsy rentra plus tard dans le monde. Ses premiers ouvrages furent des poèmes latins que distingue l’art de la versification, avec beaucoup de pompe et de recherche. Il écrivit ensuite en français des ouvrages d’un style élégant parmi lesquels Templum Tragœdiæ, carmen (Paris, 1734, in-12) ; Pictura, carmen (Paris, 1736, in-12), poème que Lemierre déclare plein de beautés et qui lui a servi de guide pour De l’Âme des bêtes (1737, in-12) ; Histoire de Marie Stuart (Londres [Paris], 1742, 3 vol. in-12) ; Dictionnaire abrégé de peinture et d’architecture (Paris, 1746, 2 vol. in-12) ; Histoire moderne des Chinois, des Japonais, des Indiens, etc (Paris, 1754-1778, 30 vol. in-12), dont les 12 premiers volumes seulement sont de Marsy et les autres d’Adrien Richer ; Analyse raisonnée de Bayle (Londres [Paris], 1755, 4 vol. in-12), recueil des passages de Bayle les plus défavorables à la religion ; il fut condamné par le Parlement et fit mettre Marsy quelques mois à la Bastille ; le Rabelais moderne, ou les Œuvres de Rabelais mises à la portée de la plupart des lecteurs (Amsterdam [Paris], 1752, 8 vol. in-12).
Marsy a traduit de l’anglais les Mémoires de Jacques Melvill (Édimbourg [Paris], 1745, 3 vol. in-12).